# 咲村良子
咲村 良子（さきむら りょうこ、1995年10月20日 - ）は、日本のグラビアアイドル、実業家、女子プロレスラー。大阪府出身。セルワールドエンタテイメント所属。

## 人物・来歴
アイドルグループ・CLIPCLIPのメンバー。CLIPCLIPでは、振り付けや作詞も担当。
2023年10月に、VTuberのプロデュースなどを手掛ける株式会社ブルーミンを設立し、代表取締役に就任した。
グラビアアイドル10年目となる2024年5月、同じCLIPCLIPの南ゆうき、同事務所に所属する橘渚（EQ-Lips）とともに女子プロレス団体「マリーゴールド」の練習生となり、プロデビューを目指すことを公表。同年11月9日にプロテスト合格が発表され、12月26日の後楽園ホール大会で高橋奈七永相手にデビュー戦を行った。10分54秒タルサンハートで敗退。プロレスラーを目指したのは、グラビア時代から筋トレが好きで、筋肉も付きやすい体質だとわかったから。ベンチプレス、スクワット、デッドリフトのビック3で100キロあげるという目標を達成したため、次の目標としてプロレスがあったのだという。デビュー以後敗戦が続くが、できない点を実感するなどプロレスの面白さも実感していると述べている。
2025年7月31日付でマリーゴールドを退団したことが発表された。プロレス自体は続ける予定。

## 出演

### テレビ
- 〜私生活むきだしバラエティ〜 キリウリ＄アイドル（2014年6月、TOKYO MX）
- ランク王国（2015年10月、TBS）
- シャキーン！（2016年4月、NHK Eテレ）
- カンニング竹山の遊びじゃねえんだよ!!〜竹山と野呂とくりくりと〜（2016年5月、BSフジ）
- 出没!アド街ック天国（2021年1月、7月、2022年6月、9月、9月、テレビ東京）
- ハイツ東五反田201（2023年12月30日、日本テレビ）

### ウェブテレビ
- 内村さまぁ〜ず（2019年1月、Amazon Prime Video）
- 給与明細（2022年10月17日[14]、ABEMA）
- 有田ジェネレーション（2023年5月26日[15]、7月28日、Paravi）

### ウェブラジオ
- ラジオアミューズメントパーク「咲村・琴井のグラトーーク」（2023年10月3日 - 2024年3月、文化放送）

### 映画
- レッド・ブレイド（2018年12月15日） - 波田レイ 役

### 舞台
- Copyright（2014年5月、アリスインプロジェクト）

### CM
- 菊池建設（2017年1月、菊池建設）
- アミノバリュー（2017年3月、大塚製薬）
- キングオブファイターズ（2017年8月、SNK）

## 作品

### イメージビデオ
- ピュア・スマイル（2013年12月20日、竹書房）[16]
- 花咲く頃（2014年11月25日、エアーコントロール）[17]
- Summer Blossom（2015年8月21日、イーネット・フロンティア）[18]
- 再愛（2018年8月27日、スパイスビジュアル）[19]
- 限界Summer（2019年7月17日、双葉社）[20]
- 咲乱（2020年3月21日、竹書房）[21]
- 愛、咲かせて（2020年11月19日、ギルド）[22]
- Bloomin'（2021年9月3日、ハピネット・メディアマーケティング）
- 麗しき秘めごと（2022年6月22日、イーネット・フロンティア）[23]
- 咲匂（2023年1月25日、イーネット・フロンティア）[24]
- 触れ合えば…（2023年11月29日、スパイスビジュアル）[25]
- 美しいということ（2024年5月29日、スパイスビジュアル）[26]
- しなやかなからだ（2025年1月24日、竹書房）[27]